# Liste der Biografien/Frii
Liste der Biografien |
Portal Biografien |
Personensuche
# |
A |
B |
C |
D |
E |
F |
G |
H |
I |
J |
K |
L |
M |
N |
O |
P |
Q |
R |
S |
T |
U |
V |
W |
X |
Y |
Z |
?
 
Fa |
Fe |
Ff |
Fh |
Fi |
Fj |
Fk |
Fl |
Fm |
Fn |
Fo |
Fr |
Ft |
Fu |
Fy
 
Fra |
Frc |
Fre |
Frg |
Fri |
Frk |
Frl |
Fro |
Frr |
Fru |
Fry
 
Fria |
Frib |
Fric |
Frid |
Frie |
Frig |
Frih |
Frii |
Frij |
Frik |
Fril |
Frim |
Frin |
Frio |
Frip |
Frir |
Fris |
Frit |
Friv |
Friz
Die Liste der Biografien führt alle Personen auf, die in der deutschsprachigen Wikipedia einen Artikel haben. Dieses ist eine Teilliste mit 29 Einträgen von Personen, deren Namen mit den Buchstaben „Frii“ beginnt.

## Frii

### Friis
- Friis Johansen, Holger (1927–1996), dänischer Klassischer Philologe
- Friis zu Friisenborg, Christian von (1691–1763), königlich dänischer Generalmajor und Chef des Oldenburger Reiter-Regiments
- Friis, Aage (1870–1949), dänischer Historiker und Hochschullehrer
- Friis, Achton (1871–1939), dänischer Zeichner, Maler und Autor
- Friis, Agnete (1920–2013), dänische Badmintonspielerin
- Friis, Christian (1556–1616), dänischer Adliger und königlicher Kanzler in Dänemark
- Friis, Christian (1581–1639), dänischer Adliger und königlicher Kanzler
- Friis, Claus Achton (1917–1999), dänischer Architekt, Grafiker und Briefmarkenkünstler
- Friis, Else Marie (* 1947), dänische Paläobotanikerin
- Friis, Emma (* 1999), dänische Handballspielerin
- Friis, Erik (1916–1983), dänischer Radrennfahrer
- Friis, Ewerdt (1619–1672), Bildhauer und Holzschnitzer
- Friis, Folke (1912–1966), schwedischer Fußballspieler
- Friis, Hanne (* 1972), norwegische bildende Künstlerin und Textilkünstlerin
- Friis, Harald (1893–1976), US-amerikanischer Ingenieur
- Friis, Jacob (* 1976), dänischer Fußballtrainer
- Friis, Janus (* 1976), dänischer Unternehmer
- Friis, Jesper (1673–1716), königlich dänischer Oberst und zuletzt Chef des Fühnischen Infanterie-Regiment
- Friis, Live Foyn (* 1985), norwegische Pop-Jazz-Sängerin und Songwriterin
- Friis, Lotte (* 1988), dänische Schwimmerin
- Friis, Lykke (* 1969), dänische Politikerin und Klima- und Energieministerin von Dänemark (2009)
- Friis, Michael (1950–2023), dänischer Bassgitarrist, Komponist, Produzent, Orchesterleiter und Schauspieler
- Friis, Michael Pedersen (1857–1944), dänischer Premierminister
- Friis, Peder Claussøn (1545–1614), norwegischer Geistlicher und Humanist
- Friis, Steffi (* 1993), schweizerisch-dänische Schauspielerin
- Friis, Torsten (1882–1967), schwedischer Generalleutnant
- Friis-Christensen, Eigil (1944–2018), dänischer Geo- und Weltraumphysiker
- Friis-Hansen, Jakob (* 1967), dänischer Fußballspieler
- Friis-Salling, Laila (* 1985), grönländische Freestyle-Skierin